# Joseph Aernaut
Joseph Aernaut, né le 30 septembre 1861 et mort le 19 janvier 1940 à Woluwe-Saint-Lambert, est un peintre belge.

## Biographie

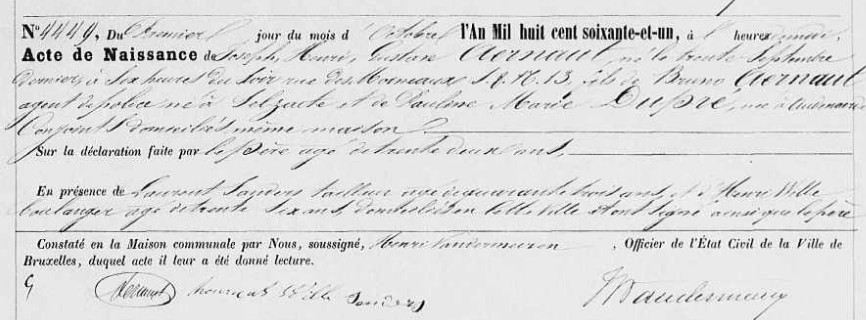
Acte de naissance de Joseph Aernaut.

Joseph Henri Gustave Aernaut naît le 30 septembre 1861 à Bruxelles, de Bruno Aernaut, trente-deux ans, né à Zelzate, en province de Flandre-Orientale, et de Pauline Marie Dupré, née à Audenarde, dans la même province.
Il est élève de l'académie royale des beaux-arts de Bruxelles de 1873 à 1876. Il peint des paysages, des intérieurs et des natures mortes. À partir de 1897 il enseigne le dessin industriel à l'académie royale des beaux-arts.
Il meurt le 19 janvier 1940 à Woluwe-Saint-Lambert. Il est inhumé dans l'ancien cimetière de Woluwe-Saint-Lambert,. Sa tombe comporte une plaque en bronze le représentant de profil, tourné vers la gauche, réalisé par Charles-Henri Dauphinot.